# King's Cove
King's Cove är en ort i Kanada.   Den ligger i provinsen Newfoundland och Labrador, i den östra delen av landet, 1 700 km öster om huvudstaden Ottawa. King's Cove ligger 1 meter över havet och antalet invånare är 111.
Terrängen runt King's Cove är platt. Havet är nära King's Cove åt nordost. Trakten är glest befolkad. Närmaste större samhälle är Bonavista, 18,4 km nordost om King's Cove. 